# 라이언 잭슨
라이언 드위트 잭슨(Ryan Dewitte Jackson, 1971년 11월 15일 ~ )은 미국의 야구 선수이자, 전 KBO 리그 롯데 자이언츠의 외국인 선수이다.

## 미국 프로 야구 시절
98년 마이너리그를 시작으로 메이저 리그 플로리다 말린스(98년), 시애틀 매리너스 (99년), 디트로이트 타이거스(01,02년) 등에서 4년간 활동하며 통산 226 경기 출장, 타율 0.239 (452타수 108 안타), 7홈런 52타점을 기록했다.

## KBO 리그시절
2004년 4월 30일에 마리오 엔카나시온의 대체 외국인 선수로 롯데 자이언츠에 입단하며 한국 무대에 들어왔다. 등록명은 라이온으로 결정되었으며, 2년간 롯데에서 선수 생활을 하며 성실한 플레이와 모범적인 태도로 코칭스태프와 동료 선수들의 신뢰를 받아 라선배라는 별칭을 얻기도 했다. 롯데팬들 사이에서도 인기가 높아 2005년 올스타전에서 동군 1루수 부문에서 인기투표 1위로 선정되기도 하였다. 라이온은 특히 2루타 생산능력이 매우 뛰어났는데, 2005년 시즌에는 타율이 0.268이었음에도 불구하고 무려 40개의 2루타를 쳐내기도 했다(한국프로야구 사상 1시즌 최다 2루타는 박정태 등이 기록한 43개). 2005년 시즌 종료 후 나이, 좋지 못한 선구안, 포지션 등의 이유로 재계약이 불발되면서 한국 무대를 떠났다. 현재는 마이너 리그 베이스볼 팀의 코치로 활동 중이라고 한다.

## 통산기록
| 년도 | 구단  | 타율  | 경기수 | 타수 | 안타 | 2루타 | 3루타 | 홈런 | 타점 | 득점 | 도루 | 4사구 | 삼진 | 병살타 | 희생타 | 장타율 | 비고 |
| ---- | ----- | ----- | ------ | ---- | ---- | ----- | ----- | ---- | ---- | ---- | ---- | ----- | ---- | ------ | ------ | ------ | ---- |
| 2004 | 롯데  | 0.300 | 102    | 404  | 121  | 28    | 0     | 12   | 55   | 52   | 3    | 30    | 66   | 5      | 4      | 0.458  |      |
| 2005 | 롯데  | 0.268 | 125    | 492  | 132  | 40    | 3     | 11   | 73   | 65   | 7    | 39    | 70   | 11     | 3      | 0.429  |      |
| 통산 | 2시즌 | 0.282 | 227    | 896  | 253  | 68    | 3     | 23   | 128  | 117  | 10   | 69    | 136  | 16     | 7      | 0.442  |      |